# Drogisten-Zeitung
Die Drogisten-Zeitung war eine österreichische Zeitschrift, die zwischen 1886 und 1943 zwischen ein und viermal monatlich in Wien erschien. Sie führte den Nebentitel Organ des Allgemeinen Österreichischen Drogistenvereines und zwischen 1939 und 1943 die Nebentitel Das traditionelle Organ der Ostmärkischen Drogistenschaft und Fachblatt für den Drogen-, Parfümerie-, Photo-, Farben- und den Materialwarenhandel.